# Ајвијерс ет Лиомон
Ајвијерс ет Лиомон (фр. Aillevillers-et-Lyaumont) насеље је и општина у источној Француској у региону Франш-Конте, у департману Горња Саона која припада префектури Лир.
По подацима из 2011. године у општини је живело 1682 становника, а густина насељености је износила 46,34 становника/km². Општина се простире на површини од 36,3 km². Налази се на средњој надморској висини од 282 метара (максималној 516 m, а минималној 260 m).

## Демографија
| 1962. | 1968. | 1975. | 1982. | 1990. | 1999. | 2011. |
| ----- | ----- | ----- | ----- | ----- | ----- | ----- |
| 2.158 | 2.058 | 2.020 | 1.981 | 1.883 | 1.849 | 1.682 |

График промене броја становника у току последњих година